# Lill-Grundsjön, Lappland
Lill-Grundsjön är en sjö i Vilhelmina kommun i Lappland och ingår i Ångermanälvens huvudavrinningsområde. Sjön har en area på 0,352 kvadratkilometer och ligger 454,9 meter över havet.

## Delavrinningsområde
Lill-Grundsjön ingår i det delavrinningsområde (719444-155393) som SMHI kallar för Utloppet av Lill-Grundsjön. Medelhöjden är 492 meter över havet och ytan är 13,26 kvadratkilometer. Räknas de 3 avrinningsområdena uppströms in blir den ackumulerade arean 33,19 kvadratkilometer. Mälskarbäcken som avvattnar avrinningsområdet har biflödesordning 3, vilket innebär att vattnet flödar genom totalt 3 vattendrag innan det når havet efter 335 kilometer. Avrinningsområdet består mestadels av skog (37 procent) och sankmarker (61 procent). Avrinningsområdet har 0,35 kvadratkilometer vattenytor vilket ger det en sjöprocent på 2,6 procent.